# Structure pyramidale des ligues de football en Irlande
La structure pyramidale des ligues de football en Irlande désigne le système d'organisation officiel des ligues et divisions du football de cette nation. L'organisation du football en Irlande s'opère en douze niveaux successifs.
Traditionnellement, le football irlandais est classé en trois catégories, Senior, Intermediate et Junior. Ce ne sont pas des catégories d'âge, mais uniquement des niveaux de compétition. Ces ensembles se déclinent au niveau national, provincial et comtal. 
Le niveau national, dit aussi Senior, compte deux divisions qui forment le championnat d'Irlande de football : la Premier Division et la First Division. Ce championnat est un championnat fermé. Il n'existe pas de système de relégation vers les compétitions provinciales. L'admissibilité se fait sur dossier dès lors qu'une équipe déclare forfait ou que la fédération nationale décide d'un changement de formule.

## La pyramide actuelle
| Niveau | Championnats | Championnats | Championnats | Championnats | Championnats | Championnats | Championnats | Championnats | Championnats | Championnats | Championnats | Championnats |
| ------ | --- | --- | --- | --- | --- | --- | --- | --- | --- | --- | --- | --- |
| 1      | Championnat d'Irlande de football Premier Division 10 équipes Statut professionnel et semi-professionnel.                    | Championnat d'Irlande de football Premier Division 10 équipes Statut professionnel et semi-professionnel.                    | Championnat d'Irlande de football Premier Division 10 équipes Statut professionnel et semi-professionnel.                    | Championnat d'Irlande de football Premier Division 10 équipes Statut professionnel et semi-professionnel.                    | Championnat d'Irlande de football Premier Division 10 équipes Statut professionnel et semi-professionnel.                    | Championnat d'Irlande de football Premier Division 10 équipes Statut professionnel et semi-professionnel.                    | Championnat d'Irlande de football Premier Division 10 équipes Statut professionnel et semi-professionnel.                    | Championnat d'Irlande de football Premier Division 10 équipes Statut professionnel et semi-professionnel.                    | Championnat d'Irlande de football Premier Division 10 équipes Statut professionnel et semi-professionnel.                    | Championnat d'Irlande de football Premier Division 10 équipes Statut professionnel et semi-professionnel.                    | Championnat d'Irlande de football Premier Division 10 équipes Statut professionnel et semi-professionnel.                    | Championnat d'Irlande de football Premier Division 10 équipes Statut professionnel et semi-professionnel.                    |
| 2      | Championnat d'Irlande de football de deuxième division First Division 10 équipes Statut professionnel et semi-professionnel. | Championnat d'Irlande de football de deuxième division First Division 10 équipes Statut professionnel et semi-professionnel. | Championnat d'Irlande de football de deuxième division First Division 10 équipes Statut professionnel et semi-professionnel. | Championnat d'Irlande de football de deuxième division First Division 10 équipes Statut professionnel et semi-professionnel. | Championnat d'Irlande de football de deuxième division First Division 10 équipes Statut professionnel et semi-professionnel. | Championnat d'Irlande de football de deuxième division First Division 10 équipes Statut professionnel et semi-professionnel. | Championnat d'Irlande de football de deuxième division First Division 10 équipes Statut professionnel et semi-professionnel. | Championnat d'Irlande de football de deuxième division First Division 10 équipes Statut professionnel et semi-professionnel. | Championnat d'Irlande de football de deuxième division First Division 10 équipes Statut professionnel et semi-professionnel. | Championnat d'Irlande de football de deuxième division First Division 10 équipes Statut professionnel et semi-professionnel. | Championnat d'Irlande de football de deuxième division First Division 10 équipes Statut professionnel et semi-professionnel. | Championnat d'Irlande de football de deuxième division First Division 10 équipes Statut professionnel et semi-professionnel. |

|      | Connacht Football Association | Connacht Football Association | Leinster Football Association | Leinster Football Association | Munster Football Association | Munster Football Association | Ulster                                                                             | Ulster                                                                             |
| 3    | - Connacht Senior League (actuellement inactive)                                                                                         | - Connacht Senior League (actuellement inactive)                                                                                         | - Leinster Senior League Senior Division | - Leinster Senior League Senior Division | - Munster Senior League Senior Premier Division | - Munster Senior League Senior Premier Division | - Ulster Senior League Senior Division                                             | - Ulster Senior League Senior Division                                             |
| 4    | Pas de compétition à ce niveau | Pas de compétition à ce niveau | - Leinster Senior League Senior 1 | - Leinster Senior League Senior 1 | - Munster Senior League Senior 1st Division | - Munster Senior League Senior 1st Division | Pas de compétition à ce niveau                                                     | Pas de compétition à ce niveau                                                     |
| 5    | Pas de compétition à ce niveau | Pas de compétition à ce niveau | - Leinster Senior League Senior 1A | - Leinster Senior League Senior 1A | - Munster Senior League Senior 2nd Division | - Munster Senior League Senior 2nd Division | Pas de compétition à ce niveau                                                     | Pas de compétition à ce niveau                                                     |
| 6    | Pas de compétition à ce niveau | Pas de compétition à ce niveau | - Leinster Senior League Senior 1B | - Leinster Senior League Senior 1B | Pas de compétition à ce niveau | Pas de compétition à ce niveau | Pas de compétition à ce niveau                                                     | Pas de compétition à ce niveau                                                     |
| 7–12 | - Galway & District League - Mayo Association Football League - Roscommon and District Football League - Sligo/Leitrim & District League | - Galway & District League - Mayo Association Football League - Roscommon and District Football League - Sligo/Leitrim & District League | - Leinster Senior League Major - Amateur Football League , - Athletic Union League (Dublin) - Carlow & District Football League - Combined Counties Football League, - Drogheda Summer League - Dundalk Summer League - Kildare & District Football League - Kilkenny & District Soccer League - Leinster Football League Development League - Meath & District League - United Churches Football League , - Wexford Football League - Wicklow & District Football League | - Leinster Senior League Major - Amateur Football League , - Athletic Union League (Dublin) - Carlow & District Football League - Combined Counties Football League, - Drogheda Summer League - Dundalk Summer League - Kildare & District Football League - Kilkenny & District Soccer League - Leinster Football League Development League - Meath & District League - United Churches Football League , - Wexford Football League - Wicklow & District Football League | - Munster Senior League Junior Premier Division - Clare District Soccer League - Cork Athletic Union League - Kerry District League - Limerick Desmond League - Limerick & District League - North Tipperary & District Soccer League - Tipperary Southern & District Football League - Waterford & District Junior League - West Cork League - West Waterford East Cork Junior League | - Munster Senior League Junior Premier Division - Clare District Soccer League - Cork Athletic Union League - Kerry District League - Limerick Desmond League - Limerick & District League - North Tipperary & District Soccer League - Tipperary Southern & District Football League - Waterford & District Junior League - West Cork League - West Waterford East Cork Junior League | - Inishowen Football League - Donegal Junior League - Monaghan Cavan Senior League | - Inishowen Football League - Donegal Junior League - Monaghan Cavan Senior League |